# Glechoma hirsuta
L'edera terrestre pelosa (nome scientifico Glechoma hirsuta Waldst. & Kit., 1804) è una piccola pianta perenne erbacea dai delicati fiori labiati appartenente alla famiglia delle Lamiaceae.

## Etimologia
Il nome generico (Glechoma), che si trova per la prima volta negli scritti di Dioscoride (Anazarbe, 40 circa – 90 circa), medico, botanico e farmacista greco antico che esercitò a Roma ai tempi dell'imperatore Nerone, può essere tradotto dal greco (glechon) con “puleggio” col quale normalmente si indica una varietà di menta, forse il "penny-royal", Mentha pulegium. L'epiteto specifico (hirsuta) significa "coperta da lunghi peli" e fa riferimento al suo particolare indumento.
Il nome scientifico della specie è stato definito dal militare austriaco, esploratore e naturalista, Franz de Paula Adam von Waldstein (1759 - 1823) contemporaneamente al botanico e chimico ungherese Pál Kitaibel (1757 – 1817) nella pubblicazione "Descriptiones et Icones Plantarum Rariorum Hungariae - 2: 124, t. 119. (1803-1805)" del 1804.

## Descrizione

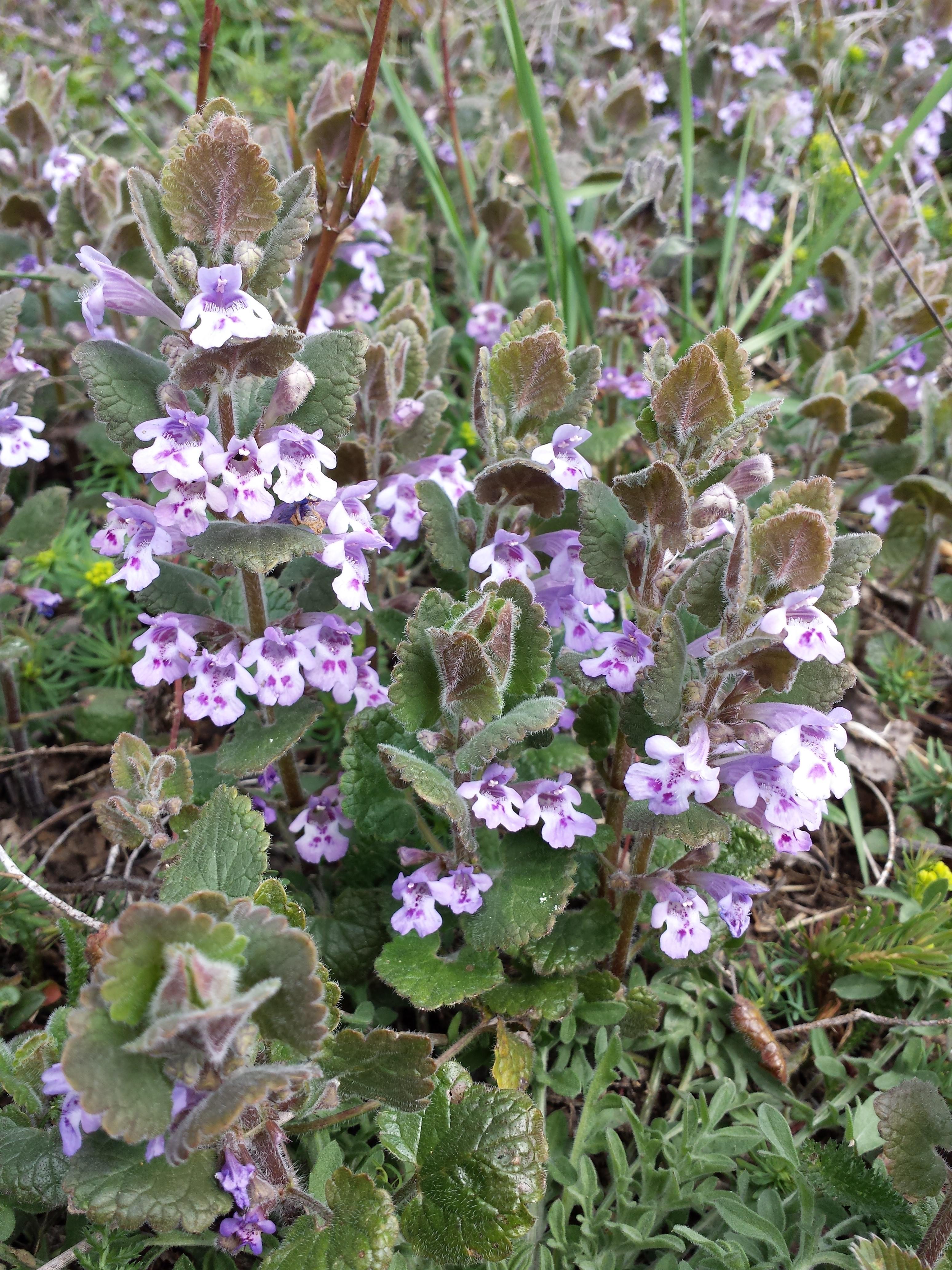
Il portamento

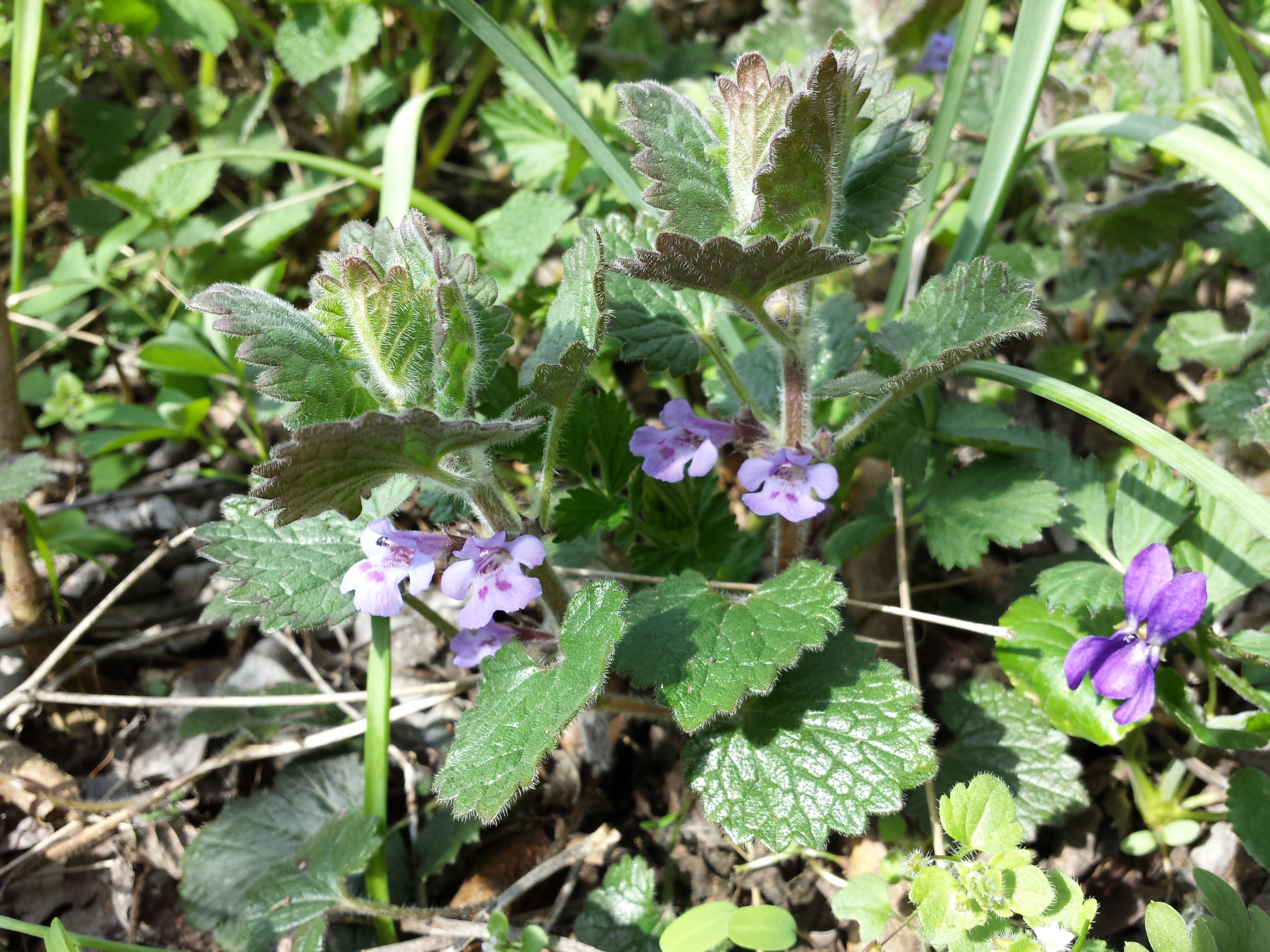
Le foglie

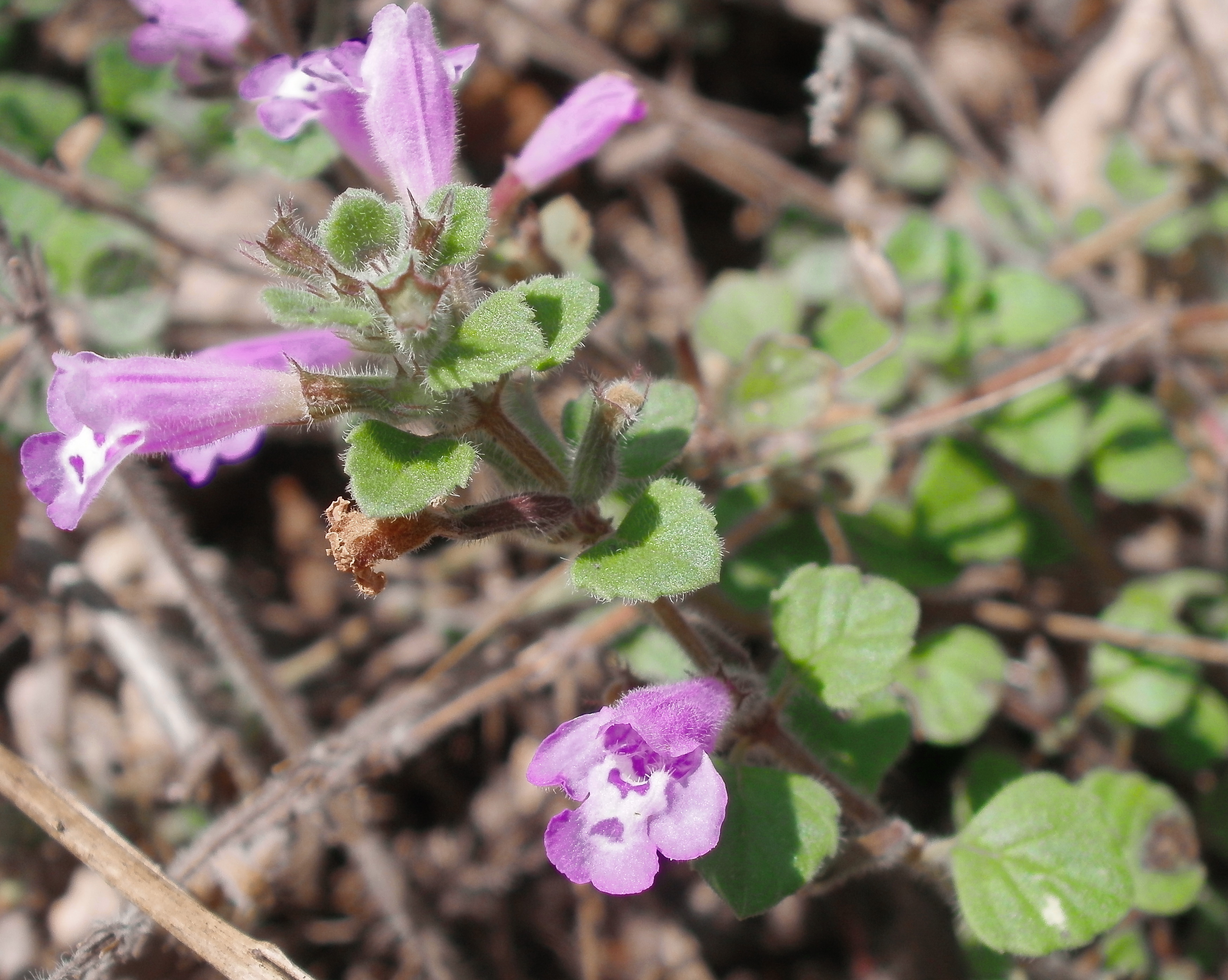
Infiorescenza

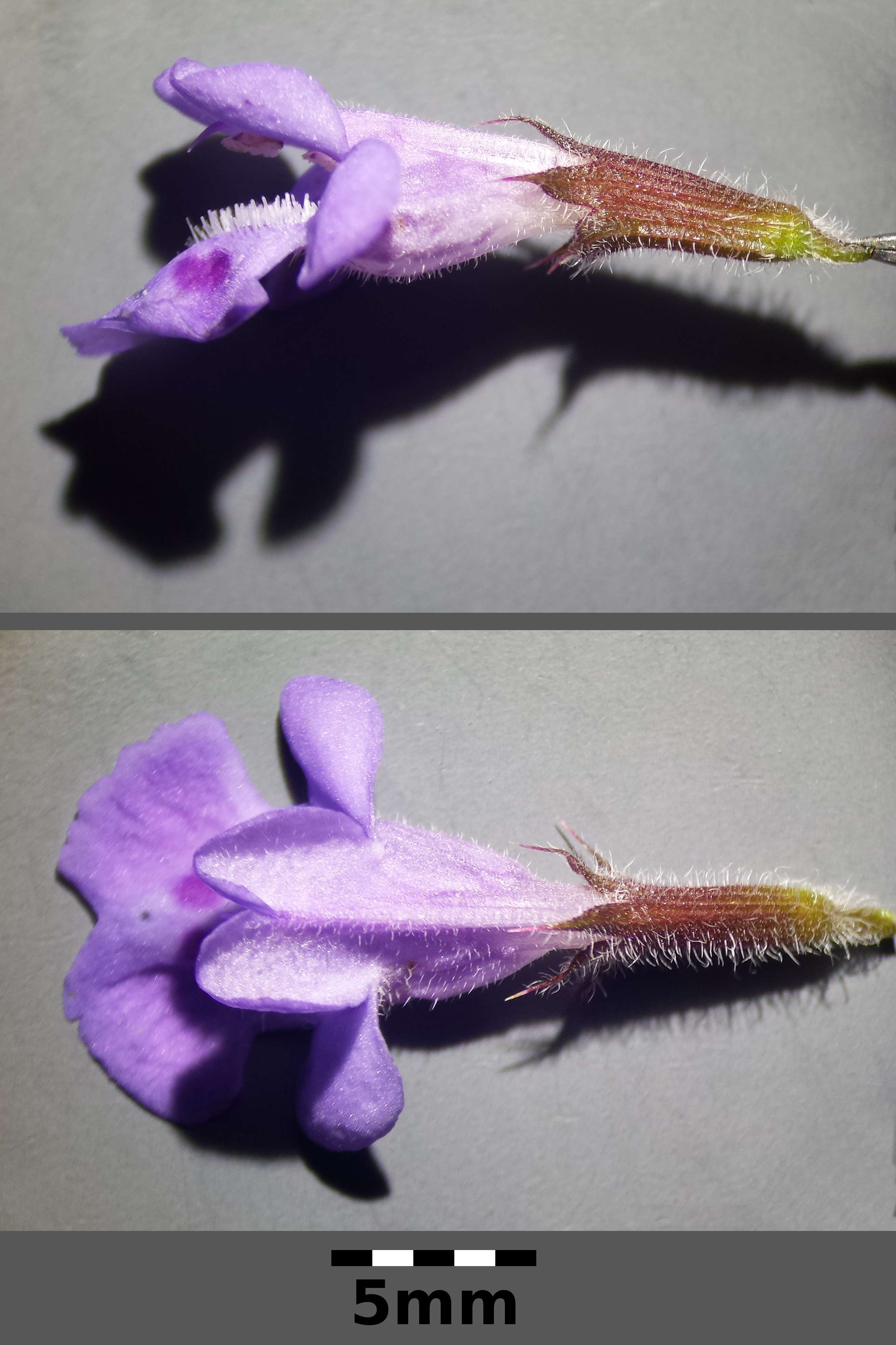
I fiori

L'altezza di queste piante varia da 10 a 50 cm (massimo 100 cm). La forma biologica è emicriptofita reptante (H rept), ossia sono piante erbacee e perenni, con gemme svernanti al livello del suolo e protette dalla lettiera o dalla neve. Mostrano inoltre un accrescimento aderente al suolo con carattere strisciante. Le piante sono poco odorose e densamente pelose.

### Radici
Le radici sono del tipo stolonifero e secondarie da rizoma.

### Fusto
I fusti sono a sezione quadrangolare (a causa della presenza di fasci di collenchima posti nei quattro vertici) e più o meno pubescenti; sono striscianti e radicanti ai nodi dai quali possono spuntare o dei rametti eretti e fertili con dei fiori, oppure altri fusti con portamento strisciante dai quali l'anno seguente possono generarsi altri rami fertili (con fiori): in definitiva delle nuove piante.

### Foglie
La disposizione delle foglie lungo il fusto è opposta e sono picciolate e senza stipole. Il bordo è dentato e la lamina è reniforme, cordata o cuoriforme. Le foglie superiori sono progressivamente sessili. Il colore è verde e tutta la pagina superiore è ricoperta di piccole venature che le danno una fisionomia rugosa ed è pubescente. La consistenza delle foglie è molle. Lunghezza del picciolo delle foglie basali: 5 – 4 cm. Dimensione della lamina: larghezza 20 – 35 mm; lunghezza 18 – 30 mm. 

### Infiorescenza
L'infiorescenza è formata da verticillastri ascellari di 2 – 3 fiori. I fiori sono disposti più o meno unilateralmente. Insieme ai fiori sono presenti delle foglie normali e non delle brattee – possono invece essere presenti delle bratteole (queste ultime sono molto più piccole delle brattee - lunghe 1 mm - e generalmente sono uniche alla base di ogni fiore). Il peduncolo è circondato da un anello di peli bianchi patenti. Lunghezza del peduncolo: 1 – 2 mm. Dimensione delle bratteole: 1 – 1,5 mm.

### Fiore
I fiori sono ermafroditi, zigomorfi, tetraciclici (con i quattro verticilli fondamentali delle Angiosperme: calice– corolla – androceo – gineceo) e pentameri (ogni verticillo ha 5 elementi). Lunghezza dei fiori: 20 – 30 mm.
- Formula fiorale. Per la famiglia di queste piante viene indicata la seguente formula fiorale:

X, K (5), [C (2+3), A 2+2] G (2), supero, 4 nucule
- Calice: il calice è tubuloso (gamosepalo - i sepali sono concresciuti) e abbastanza diritto con diverse nervature (una quindicina) e termina con cinque denti acuti (4 - 8 volte più lunghi che larghi) con disposizione 3/2 (calice bilabiato). Inoltre è ricoperto da corti peli. Lunghezza dei denti del calice: 2 - 3,5 mm. Larghezza dei denti alla base: 0,3 - 0,5 mm.
- Corolla: la corolla è bilabiata (gamopetala con struttura 2/3): il labbro superiore è formato da due lobi lievemente ripiegati all'insù; il labbro inferiore è formato da tre lobi (quello centrale è più grande di tutti ed è piano). Il labbro inferiore è inoltre ricoperto di macchie più scure, mentre l'interno delle fauci è più chiaro sempre macchiato. Il tubo corollino è privo dell'anello di peli caratteristico delle labiate (dei peli sono presenti solo alla base del labbro inferiore). Sui lati del tubo corollino, internamente alle fauci, le macchie si trasformano in righe che terminano alla base-interno della corolla. Il colore è blu-violetto con riflessi porporini. Lunghezza della corolla: 14 – 18 mm.
- Androceo: gli stami sono quattro (un quinto stame è atrofizzato) e tutti fertili e con filamenti paralleli (non convergenti). Gli stami sono didinami: i due posteriori sono più lunghi di quelli anteriori. Le antere sporgono appena dalla corolla; in particolare hanno l'unicità d'essere riunite e incrociate a 90° a due a due. I granuli pollinici sono del tipo tricolpato o esacolpato.
- Gineceo: l'ovario è supero (o anche semi-infero) formato da due carpelli saldati (ovario bicarpellare) ed è 4-loculare per la presenza di falsi setti divisori all'interno dei due carpelli. La placentazione è assile. Gli ovuli sono 4 (uno per ogni presunto loculo), hanno un tegumento e sono tenuinucellati (con la nocella, stadio primordiale dell'ovulo, ridotta a poche cellule).[13]. Lo stilo inserito alla base dell'ovario (stilo ginobasico) è del tipo filiforme e più o meno lungo come gli stami. Lo stigma è bifido con lobi subuguali. Il nettario è un disco alla base e intorno all'ovario più sviluppato anteriormente e ricco di nettare.
- Fioritura: da marzo a giugno.

### Frutti
Il frutto è un tetrachenio (composto da quattro nucule) racchiuso nel calice persistente. I semi sono sprovvisti di endosperma.

## Riproduzione
- Impollinazione: l'impollinazione avviene tramite insetti tipo ditteri e imenotteri, raramente lepidotteri (impollinazione entomogama).[8][14]
- Riproduzione: la fecondazione avviene fondamentalmente tramite l'impollinazione dei fiori (vedi sopra).
- Dispersione: i semi cadendo a terra (dopo essere stati trasportati per alcuni metri dal vento – disseminazione anemocora) sono successivamente dispersi soprattutto da insetti tipo formiche (disseminazione mirmecoria).

## Distribuzione e habitat

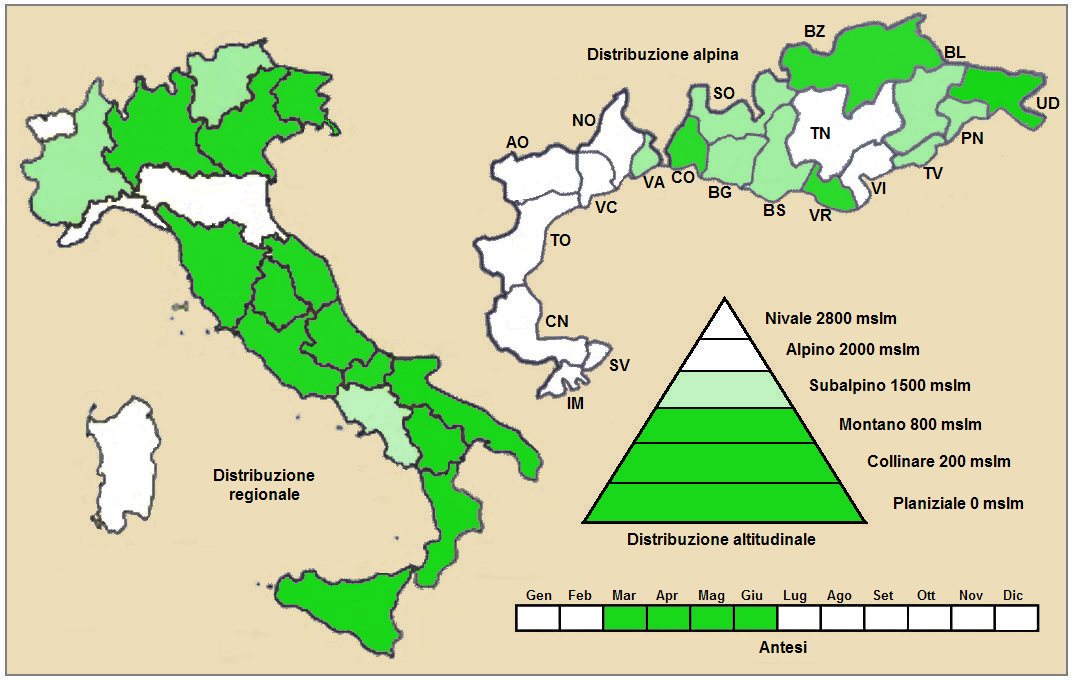
Distribuzione della pianta
(Distribuzione regionale – Distribuzione alpina)

- Geoelemento: il tipo corologico (area di origine) è Sud Est Europeo.
- Distribuzione: in Italia è una specie rara e si trova al Centro e al Sud (meno frequente al Nord). Nelle Alpi italiane ha una distribuzione discontinua. Fuori dall'Italia, sempre nelle Alpi, questa specie si trova in Francia (dipartimento di Savoia), Svizzera (cantone Berna), Austria (Länder del Carinzia, Stiria e Austria Inferiore) e Slovenia. Sugli altri rilievi europei collegati alle Alpi si trova nella Massiccio del Giura, Monti Balcani e Carpazi).[16] Nel resto dell'Europa questa specie è distribuita soprattutto nella parte centro-orientale.[17]
- Habitat: l'habitat tipico sono i boschi e le siepi; ma anche gli ontaneti, i pioppeti, i frassineti umidi e saliceti arborei. Il substrato preferito è calcareo ma anche siliceo con pH neutro, medi valori nutrizionali del terreno che deve essere mediamente umido.
- Distribuzione altitudinale: sui rilievi queste piante si possono trovare fino a 1000 m s.l.m.; frequentano quindi i seguenti piani vegetazionali: collinare e montano e in parte quello subalpino (oltre a quello planiziale – a livello del mare).

### Fitosociologia
Dal punto di vista fitosociologico alpino Glechoma hirsuta appartiene alla seguente comunità vegetale:
- Formazione: delle comunità forestali

- Classe: Carpino-Fagetea

- Ordine: Fraxinetalia

## Tassonomia
La famiglia di appartenenza della specie (Lamiaceae), molto numerosa con circa 250 generi e quasi 7000 specie, ha il principale centro di differenziazione nel bacino del Mediterraneo e sono piante per lo più xerofile (in Brasile sono presenti anche specie arboree). Per la presenza di sostanze aromatiche, molte specie di questa famiglia sono usate in cucina come condimento, in profumeria, liquoreria e farmacia. La famiglia è suddivisa in 7 sottofamiglie: il genere Glechoma è descritto nella tribù Mentheae (sottotribù Nepetinae) appartenente alla sottofamiglia Nepetoideae. Nelle classificazioni più vecchie la famiglia Lamiaceae viene chiamata Labiatae.
Nelle vecchie trattazioni botaniche la pianta di questa voce è inserita all'interno del genere Nepeta L., chiamato comunemente "gattaia". In effetti le differenze tra le specie dei due generi (Glechoma e Nepeta) sono minime: il lobo mediano del labbro inferiore della corolla delle “Nepeta” è concavo, inoltre le foglie (sempre delle Nepeta) poste all'ascella dei fiori sono trasformate in brattee.
Il numero cromosomico di G. hirsuta è: 2n = 36.

### Variabilità e specie simili
Le due specie presenti nella flora spontanea italiana sul continente  (G. hederacea e G. hirsuta) non sempre dai vari Autori sono presentate come due specie distinte. Nel caso di pubescenza scarsa la specie G. hirsuta può facilmente essere confusa con la specie G. hederacea. In realtà una caratteristica abbastanza significativa di disambiguazione sono i denti del calice (molto allungati nella prima specie).
In Italia (Sardegna) è presente anche la specie Glechoma sardoa Bég. - Ellera terrestre di Sardegna: si distingue per i denti del calice (alla base sono larghi fino a 2 mm) e per la scarsa pelosità in generale della pianta.

### Ibridi
Questa pianta può ibridarsi con la specie Glechoma hederacea in quanto spesso le due specie crescono in zone comuni. Con la specie G. hederaceae la pianta di questa voce forma il seguente ibrido interspecifico:
- Glechoma x pannonica Borbás, 1900[20][21]

### Sinonimi
Questa entità ha avuto nel tempo diverse nomenclature. L'elenco seguente indica alcuni tra i sinonimi più frequenti:
- Glechoma hirsuta var. fruska-gorae Durdevic
- Glechoma hirsuta var. lamiifolia (Schur) Nyman
- Glechoma lamiifolia Schur

## Altre notizie
L'edera terrestre irsuta in altre lingue è chiamata nei seguenti modi:
- (DE)  Behaarte Gundelrebe oppure Behaarter Gundermann
- (FR)  Glécome hérissé